# 면천군
| Daedongyeojido (Gyujanggak) 14-06.jpg |
| Daedongyeojido (Gyujanggak) 15-05.jpg |

면천군(沔川郡)은 당진시 면천면과 그 인근 일대에 있던 군이다.

## 1914년 이후
| 부령 제111호 |             |                                                                      |
| 구 행정구역 | 신 행정구역 | 신 행정구역                                                          |
| 면천군 읍내면(邑內面) | 마암면      | 성상리, 성하리, 원동리                                               |
| 면천군 송암면(松岩面) | 마암면      | 사기소리, 삼웅리, 송학리, 죽동리                                     |
| 면천군 마산면(馬山面) | 마암면      | 대치리, 율사리, 자개리                                               |
| 면천군 승선면(昇仙面) 칠거리/문봉리/한천리/노전리/동산리 일부/신촌리 일부, 가재리/신엄리 일부/삽교리 일부/(정계면) 사계리/석소지리 일부, 하가리/후곡리/내동리/금학리 일부/상가리 일부/서원리 일부, 내기리/기지시리/상가리 일부/선소리 일부/삽교리 일부/부지동리 일부/(송산면) 파리 일부, 본리/대촌리/주동리/부지동리 일부/중안리 일부/상가리 일부/반소리 일부/(손동면) 치촌리 일부/민하리 일부 | 마암면      | 문봉리                                                               |
| 면천군 승선면(昇仙面) 칠거리/문봉리/한천리/노전리/동산리 일부/신촌리 일부, 가재리/신엄리 일부/삽교리 일부/(정계면) 사계리/석소지리 일부, 하가리/후곡리/내동리/금학리 일부/상가리 일부/서원리 일부, 내기리/기지시리/상가리 일부/선소리 일부/삽교리 일부/부지동리 일부/(송산면) 파리 일부, 본리/대촌리/주동리/부지동리 일부/중안리 일부/상가리 일부/반소리 일부/(손동면) 치촌리 일부/민하리 일부 | 송악면      | 가교리, 가학리, 기지시리, 반촌리                                     |
| 면천군 중흥면(中興面) 복포리/상운리/하운리/(초천면) 대조동리 일부/고도원리 일부, 호음리/석교리/(승선면) 용포리/서원리 일부, 화고리/광대리/(신북면) 오치리 일부/수곡리 일부, 주곡리/내정리/외정리, 신대리/과약리/사하리/중흥리/(신북면) 수곡리 일부/월곡리 일부 | 송악면      | 복운리, 석포리, 오곡리, 정곡리, 중흥리                               |
| 면천군 손동면(蓀洞面) 광명리/민하리 일부/(초천면) 민하리 일부, 방계리/치촌리, 본리/음달리/민력당리, 선치리/저교리/봉치리 일부, 여망리/봉치리 일부/청금리 일부 | 송악면      | 광명리, 방계리, 본당리, 봉교리, 청금리                               |
| 면천군 초천면(草川面) 금곡리 일부/원사리 일부/(신북면) 칠동리 일부, 곡촌리/가락리/고도원리 일부/말가락리 일부/대조동리 일부, 영금리/조비리/사천리 일부, 동화리/방축동리/필동리/전대리/(신북면) 전대리/(초천면) 말가락리 일부/원사리 일부/(신북면) 칠동리 일부 | 송악면      | 금곡리, 도원리, 영천리, 전대리                                       |
| 면천군 신북면(新北面) 내도리/고잔리/대대리 일부, 소대리/부곡리/오사리 일부/대동리 일부, 대대리 일부/대동리 일부/월곡리 일부/(중흥면) 월곡리, 진두리, 오산리/(신남면) 장대리/(손동면) 거산리/도암리, 금천리/마항리 일부/(현내면) 내기리, 상초리/하초리/마항리 일부/(초천면) 사천리 일부/(손동면) 소창리                                                                                         | 송악면      | 고대리, 부곡리, 월곡리, 한진리                                       |
| 면천군 신북면(新北面) 내도리/고잔리/대대리 일부, 소대리/부곡리/오사리 일부/대동리 일부, 대대리 일부/대동리 일부/월곡리 일부/(중흥면) 월곡리, 진두리, 오산리/(신남면) 장대리/(손동면) 거산리/도암리, 금천리/마항리 일부/(현내면) 내기리, 상초리/하초리/마항리 일부/(초천면) 사천리 일부/(손동면) 소창리                                                                                         | 신평면      | 거산리, 금천리, 초대리                                               |
| 면천군 신남면(新南面) 상오리/하오리/상줄리/하줄리/(손동면) 청모리 일부, 평리/신리/신포리/송림리/(범천면) 송오지리 | 신평면      | 상오리, 신송리                                                       |
| 면천군 현내면(縣內面) 중서리/중동리 일부/(신남면) 백업리, 도성리/소하구리/소하절리/하절리 일부/상절리 일부/고역리 일부, 신대리/상후리/하후리/언두리 일부, 옹정리/부수리 일부/고역리 일부, 정구리/궁리 일부/신당리 일부, 신흥리/원사동리/상절리 일부/신당리 일부/중동리 일부/(신남면) 신성리, 상구리/하구리/궁리 일부/부수리 일부, 한정리/고역리 일부/언두리 일부/하절리 일부                   | 신평면      | 남산리, 도성리, 매산리, 부수리, 신당리, 신흥리, 운정리, 한정리       |
| 면천군 비방면(菲芳面) 도리 일부, 신동/후경리/(비방면) 동다리/신흥리/다동, 도리 일부/(합남면) 옥금리/(예산군 신종면) 옥금리, 서다리/신리 일부/(범천면) 점원리, 범천리/합덕리/창리/신리 일부 | 합덕면      | 도리, 신흥리, 옥금리, 점원리, 합덕리                                 |
| 면천군 합북면(合北面) 도남리/도북리, 재오리/가좌리/석우리/창정리, 소소리/회대리, 운구리/운곡리/상구리/상운리/하운리/신리/(범천면) 범근시리 | 합덕면      | 도곡리, 석우리, 소소리, 운산리                                       |
| 면천군 합남면(合南面) 상개리/대전리/궁리/내동리/성동리 일부, 덕곡리/목정리/포내리/성동리 일부/대호리 일부, 효곡리/옹정리/지변리/성동리 일부, 하개리/신리/(합북면) 도촌리/하신리, 신평리/상흑리/하흑리/대호리 일부/(신종면) 흑석리 | 합덕면      | 대전리, 대합덕리, 성동리, 신리, 신석리                               |
| 면천군 송산면(松山面) | 송산면      | 금암리, 당산리, 매곡리, 부곡리, 상거리, 송석리                       |
| 면천군 감천면(甘泉面) | 송산면      | 도문리, 명산리, 무수리, 삼월리                                       |
| 면천군 창택면(倉宅面) | 송산면      | 가곡리, 동곡리, 유곡리                                               |
| 면천군 가화면(加禾面) | 순성면      | 본리, 아찬리, 중방리                                                 |
| 면천군 덕두면(德頭面) | 순성면      | 광천리, 봉소리, 옥호리                                               |
| 면천군 죽림면(竹林面) | 순성면      | 나산리, 백석리, 양유리                                               |
| 면천군 정계면(淨界面) | 순성면      | 갈산리, 성북리                                                       |
| 면천군 범천면(泛川面) 박원리/홍원리/공포리 일부/정계원리 일부, 둔창리/내경리/(비방면) 돈곶리 일부, 독원리/피원리/대포리, 성원리/상신대리/이원리/노변리/황원리/협원리 일부/하신대리 일부, 신궁리/상궁리/하궁리/(범천면) 세류리/하중방리/원치리 일부, 소포리/상원리/협원리 일부/(이서면) 반대리, 송산리/상포리/중포리/하포리/은동, 남원리/북원리/원치리 일부/공포리 일부, 동촌리/창리/원동       | 범천면      | 공포리, 내경리, 대포리, 성원리, 세류리, 소반리, 송산리, 원치리, 창리 |
| 면천군 이서면(二西面) 신벌리/강문리/(범천면) 하신대리 일부/협원리 일부, 남원리/신진리/하리/부장리/인력리/(범천면) 공포리 일부, 신촌리/정계리/교항리/가포리/굴포리/(범천면) 공포리 일부/정계원리 일부 | 범천면      | 강문리, 부장리, 신촌리                                               |